# أوستين جونز
أوستين جونز (بالإنجليزية: Austin Jones)‏ هو موسيقي ويوتيوبي أمريكي، ولد في 12 ديسمبر 1992 في شيكاغو في الولايات المتحدة.

## روابط خارجية
- أوستين جونز على موقع ميوزك برينز (الإنجليزية)